# 毛叶丁公藤
毛叶丁公藤（学名：Erycibe hainanensis）是旋花科丁公藤属的植物。分布在越南北部以及中国大陆的广西、海南等地，生长于海拔170米至1,100米的地区，常生于林中，目前尚未由人工引种栽培。
其种加词“hainanensis”意为“海南的”。

## 别名
海南麻辣子藤（中国高等植物图鉴）